# Adorn
El Adorn es un río ficticio que aparece en el legendarium creado por el escritor británico J. R. R. Tolkien y cuya breve historia es narrada en los apéndices de la novela El Señor de los Anillos y en la colección de relatos Cuentos inconclusos de Númenor y la Tierra Media.

## Geografía
Situado en la Tierra Media y más concretamente en Rohan, su nacimiento se ubica en el norte de las Montañas Blancas y desciende hacia el noroeste para desembocar en el río Isen, siendo junto a éste la frontera occidental del país de los rohirrim. A su vez, las tierras limitadas por el Adorn, el Isen y las Montañas Blancas reciben el nombre de Druwaith Iaur ("viejo pueblo salvaje" en sindarin) o Tierra de los viejos Púkel.

## Historia
En los tiempos del rey Eorl, antes de que el reino de Rohan le fuera concedido por parte del senescal gondoriano Cirion, Druwaith Iaur pertenecía a los éothéod, ancestros de los rohirrim. En el siglo XXVIII de la Tercera Edad del Sol (T.E.), las tierras situadas a ambos lados del Adorn eran propiedad de un noble dunlendino llamado Freca y en las fuentes del río hizo construir una fortaleza. Tras su muerte a manos del príncipe Helm, estas tierras fueron heredadas por el hijo de Freca, Wulf, quien invadiría poco después todo Rohan. Estas tierras fueron las únicas que no pudieron ser reconquistadas por el rey Fréalaf después de la muerte de Wulf en 2759 T.E. y hasta años después, durante el reinado de Folcwine, los dunlendinos no serían expulsados. A pesar de ello, los habitantes que allí quedaron eran descendientes mezclados de los rohirrim y los dunlendinos y siguieron siendo poco leales al rey.

## Creación
En 1969, J. R. R. Tolkien le comunicó Pauline Baynes, una de las ilustradoras de sus obras, que tenía que añadir algunos nombres adicionales en el mapa de la Tierra Media que incluía la novela El Señor de los Anillos. Entre estos se encontraba el río Adorn, aunque por motivos desconocidos éste ya estaba escrito en el mapa original. Además, según el autor, Adorn es la forma adaptada al sindarin del nombre que tenía el río antes de la llegada de los númenóreanos a la Tierra Media, aunque no especifica cual es su significado.